# Heterocotyle minima
Heterocotyle minima är en plattmaskart. Heterocotyle minima ingår i släktet Heterocotyle och familjen Monocotylidae. Inga underarter finns listade i Catalogue of Life.